# Noriko Sengoku
Noriko Sengoku  (千石規子?, Sengoku Noriko), pseudonimo di Reiko Mori (森礼子?, Mori Reiko; Tokyo, 29 aprile 1922 – Tokyo, 27 dicembre 2012), è stata un'attrice giapponese.
Tra gli anni quaranta e cinquanta fu nota per il sodalizio artistico con Akira Kurosawa, che la diresse in pellicole quali L'angelo ubriaco (1948), Il duello silenzioso (1949), Cane randagio (1949), Scandalo (1950), L'idiota (1951) e I sette samurai (1954).

## Filmografia parziale
- L'angelo ubriaco (Yoidore tenshi), regia di Akira Kurosawa (1948)
- Il duello silenzioso (Shizukanaru ketto), regia di Akira Kurosawa (1949)
- Cane randagio (Nora inu), regia di Akira Kurosawa (1949)
- Scandalo (Shūbun), regia di Akira Kurosawa (1950)
- L'idiota (Hakuchi), regia di Akira Kurosawa (1951)
- La signora di Musashino (Musashino-Fujin), regia di Kenji Mizoguchi (1951)
- La vita di O-Haru - Donna galante (Saikaku ichidai onna), regia di Kenji Mizoguchi (1952)
- I sette samurai (Shichinin no samurai), regia di Akira Kurosawa (1954)
- Floating Clouds (Ikigumo), regia di Mikio Naruse (1955)
- Testimonianza di un essere vivente (Ikimono no kiroku), regia di Akira Kurosawa (1955)
- Quando una donna sale le scale (Onna ga kaidan wo agaru toki), regia di Mikio Naruse (1960)
- Kwaidan (Kaidan), regia di Masaki Kobayashi (1964)
- La spada (Ken), regia di Kenji Misumi (1964)
- L'invasione degli astromostri (Kaijū daisensō), regia di Ishirō Honda (1965)
- Utage, regia di Heinosuke Gosho (1967)
- La bestia cieca (Mōjū), regia di Yasuzō Masumura (1969)